# Videogiochi nel 1972

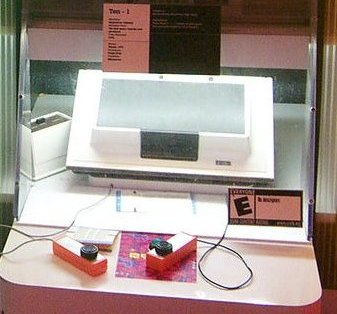
Magnavox Odyssey

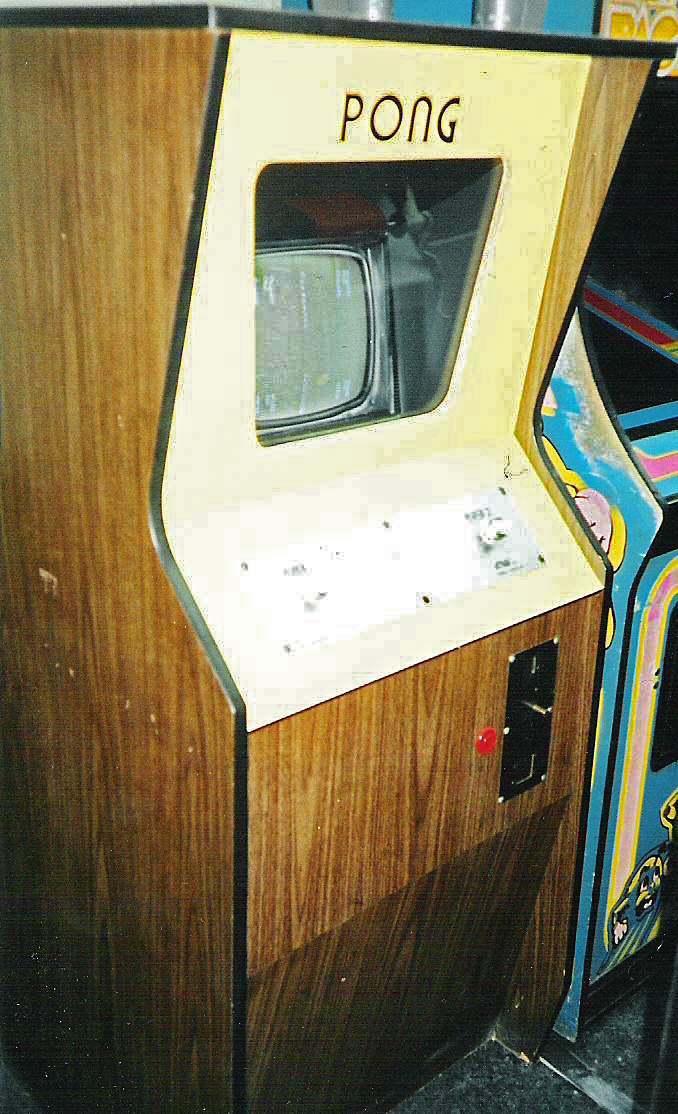
PONG

Eventi rilevanti avvenuti nell'industria dei videogiochi nel 1972. 
Per un elenco delle voci su giochi usciti nell'anno vedi Categoria:Videogiochi del 1972.

## Eventi
- Messa in vendita della console Magnavox Odyssey, il primo sistema per videogiochi domestico commerciale.[1][2]
- giugno - Viene fondata l'Atari.[2]
- 29 novembre[3] - Messa in vendita del videogioco arcade PONG dell'Atari negli Stati Uniti d'America.[1][2]